# Glycerella
Glycerella är ett släkte av ringmaskar som beskrevs av Arwidsson 1899. Glycerella ingår i familjen Glyceridae.
Kladogram enligt Catalogue of Life och Dyntaxa:
| Glycerella | \| \| Glycerella atlantica \| \| \| \| \| \| Glycerella magellanica \| \| \| \| |
|            | \| \| Glycerella atlantica \| \| \| \| \| \| Glycerella magellanica \| \| \| \| |
|            | Glycera                                                                         |
|            |                                                                                 |
|            | Hemipodus                                                                       |
|            |                                                                                 |
|            | Proboscidea                                                                     |
|            |                                                                                 |
|            | Glycerella atlantica                                                            |
|            |                                                                                 |
|            | Glycerella magellanica                                                          |
|            |                                                                                 |

|  | Glycerella atlantica   |
|  |                        |
|  | Glycerella magellanica |
|  |                        |